# Selección femenina de rugby de Escocia
La selección femenina de rugby de Escocia es el equipo nacional representado por la Scottish Rugby Union.
Participa anualmente en el Seis Naciones Femenino.

## Historia
El primer partido oficial de la selección femenina de Escocia se disputó contra Irlanda en Raeburn Place, Edimburgo, el 14 de febrero de 1993, y el equipo local ganó 10-0. Liderando desde el frente, la primera capitana escocesa, Sandra Colamartino, anotó ambos tries.

## Palmarés
- Seis Naciones (1): 1998

- European Championship (1): 2001

- WXV 2 (1): 2023

## Participación en copas
| - Gales 1991: no clasificó - Escocia 1994: Cuartos de final - Países Bajos 1998: Cuartos de final - España 2002: Cuartos de final - Canadá 2006: Fase de grupos - Inglaterra 2010: Fase de grupos - Francia 2014: no clasificó - Irlanda 2017: no clasificó - Nueva Zelanda 2021: fase de grupos - Inglaterra 2025: clasificado - WXV 2 2023: Campeón invicto - WXV 2 2024: 2.º puesto - Home Nations 1996: 2.º puesto - Home Nations 1997: 2.º puesto - Home Nations 1998: Campeón - Cinco Naciones 1999: 3.º puesto - Cinco Naciones 2000: 4.º puesto - Cinco Naciones 2001: 4.º puesto - Canada Cup 2005: 3.º puesto - Clasificatorio RWC 2021: 2.º puesto | - Seis Naciones 2002: 3.º puesto - Seis Naciones 2003: 2.º puesto - Seis Naciones 2004: 4.º puesto - Seis Naciones 2005: 3.º puesto - Seis Naciones 2006: 4.º puesto - Seis Naciones 2007: 5.º puesto - Seis Naciones 2008: 6.º puesto - Seis Naciones 2009: 5.º puesto - Seis Naciones 2010: 4.º puesto - Seis Naciones 2011: 6.º puesto - Seis Naciones 2012: 6.º puesto - Seis Naciones 2013: 6.º puesto - Seis Naciones 2014: 6.º puesto - Seis Naciones 2016: 6.º puesto - Seis Naciones 2017: 4.º puesto - Seis Naciones 2018: 5.º puesto - Seis Naciones 2019: 6.º puesto - Seis Naciones 2020: 5.º puesto - Seis Naciones 2021: 5.º puesto - Seis Naciones 2022: 6.º puesto - Seis Naciones 2023: 4.º puesto - Seis Naciones 2024: 4.º puesto - Seis Naciones 2025: 5.º puesto |